# Sophiothrips unicolor
Sophiothrips unicolor är en insektsart som beskrevs av Ian A. Hood 1939. Sophiothrips unicolor ingår i släktet Sophiothrips och familjen rörtripsar. Inga underarter finns listade i Catalogue of Life.